# Mark Tushnet

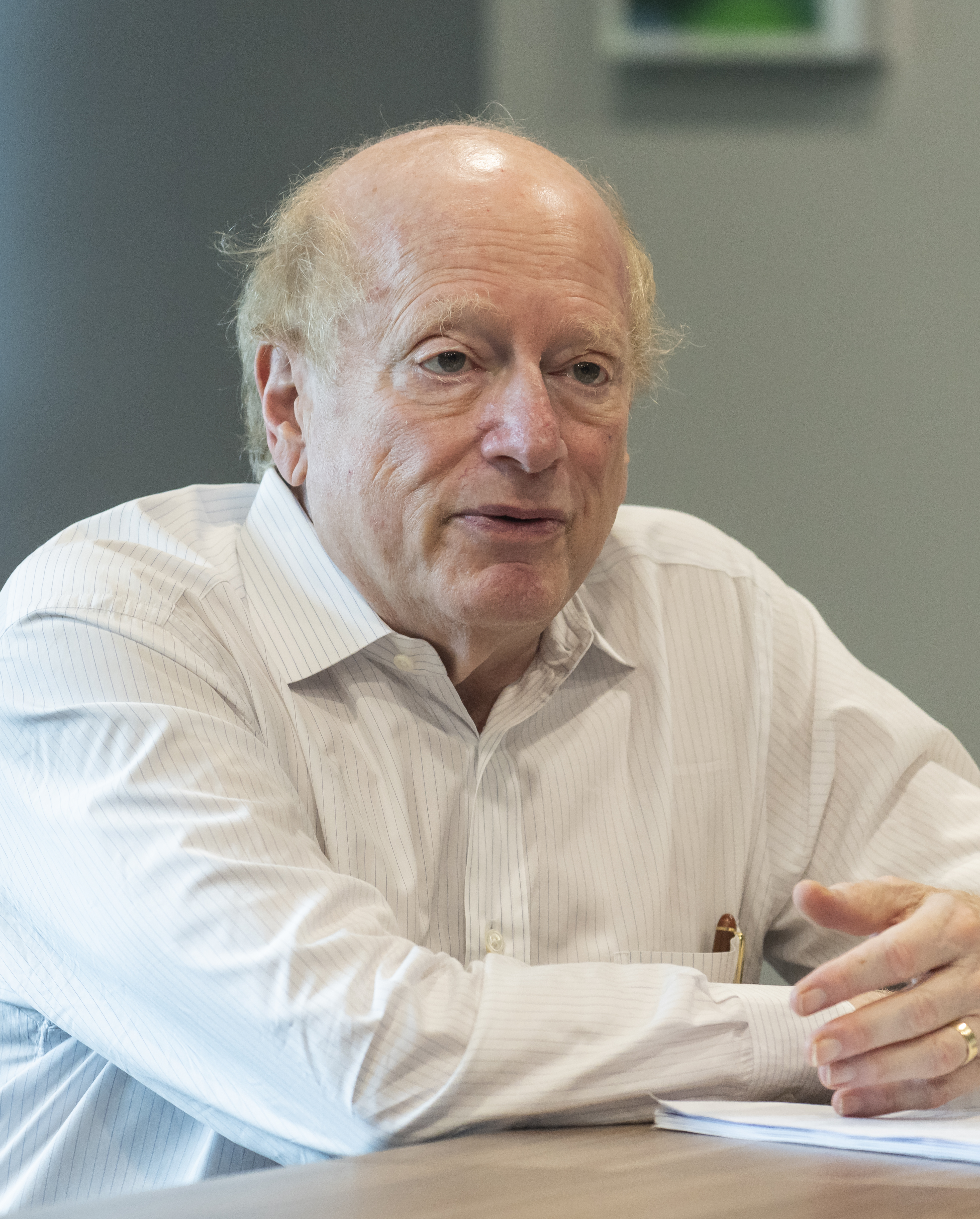
Mark Tushnet en 2018.

Mark Victor Tushnet (nacido el 18 de noviembre de 1945) es un jurista estadounidense especializado en teoría y derecho constitucional, incluido el derecho constitucional comparado, y actualmente es profesor de Derecho William Nelson Cromwell en la Facultad de Derecho de Harvard. Tushnet se identifica con el movimiento de estudios jurídicos críticos (critical legal studies movement) y es uno de los principales defensores de la idea de que la revisión judicial debe estar fuertemente limitada y que la Constitución debe ser devuelta «al pueblo».

## Carrera
En 1967, Tushnet, de origen judío, se licenció en Artes en el Harvard College. Más tarde obtuvo un Master of Arts en Historia en la Universidad de Yale y un doctorado en Derecho en la Facultad de Derecho de Yale. Tushnet ha sido miembro del cuerpo docente de la Universidad de Wisconsin-Madison mientras enseñaba durante muchos años en el Centro de Derecho de la Universidad de Georgetown y ha dado conferencias en la Universidad de Duke.
Tushnet trabajó como asistente legal del juez Thurgood Marshall de la Corte Suprema de los Estados Unidos entre 1972 y 1973. En una audiencia del Congreso de 1996 sobre el veto del presidente Bill Clinton a la Ley de Prohibición del Aborto por Nacimiento Parcial (Partial-Birth Abortion Ban Act), Tushnet testificó sobre su participación en Roe v. Wade, el caso de 1973 que anuló las leyes estatales que prohibían el aborto. Durante el interrogatorio se alegó que un memorando escrito por Tushnet a Marshall tuvo una influencia significativa en el resultado del caso. Más recientemente, comentó sobre el poder del presidente para indultarse a sí mismo, la composición de la Corte Suprema y la jubilación del juez Anthony Kennedy. También es ampliamente citado en la prensa como experto en el derecho a la libertad de expresión de la Primera Enmienda y el alcance de los poderes presidenciales. En 2016, Tushnet fue incluido entre los diez profesores de derecho más citados.
En 2004 acuñó el término «tácticas constitucionales duras» (constitutional hardball, literalmente 'mano dura constitucional') para describir la estrategia seguida para erosionar la democracia y establecer una dictadura.